# La notte di Icaro
La notte di Icaro è una VHS live di Renato Zero pubblicata nel 1991.
Contiene la registrazione dei concerti Natale a Zerolandia tenuti dal cantautore romano a Torino dal 6 al 18 gennaio 1981. 
Nel 1992 il video è stato anche pubblicato su supporto Laser disc.
Nel 2017 è stato pubblicato in DVD, nella collana Zero Collection, dal settimanale TV Sorrisi e Canzoni.

## Scaletta
1. Vivo
2. Un uomo da bruciare
3. Niente trucco stasera
4. Qualcuno mi renda l'anima
5. Madame
6. Potrebbe essere Dio
7. Profumi, balocchi e maritozzi
8. Chi più chi meno
9. Triangolo
10. Non sparare
11. Il cielo
12. Fortuna
13. Amico
14. Più su
15. Il carrozzone
16. Voyeur (Videoclip - Bonus Track - Presente solo sul supporto Laser Disc)

## Musicisti
- Arrangiamenti, produzione e piano: Piero Pintucci
- Basso: Dino D'Autorio
- Batteria: Flaviano Cuffari
- Chitarre elettrica e acustica: Michele Santoro
- Tastiere: Stefano Senesi
- Percussioni: Franco Di Stefano